# Estación Iraola
Iraola es una estación ferroviaria ubicada en el partido de Tandil, Provincia de Buenos Aires, Argentina.

## Servicios
Hasta principios de 2007 corrían servicios de pasajeros a cargo de la empresa Ferrobaires.
Esporádicamente corren formaciones de carga de la empresa Ferrosur Roca.